# Àngels García Cazorla
Àngels García-Cazorla és una científica catalana especialitzada en malalties minoritàries i directora directora de Recerca de Servei de Neurologia de l'Hospital Sant Joan de Déu de Barcelona i coordinadora de la Unitat de Malalties Neurometabòliques i Laboratori de Metabolisme Sinàptic. També és professora associada de Pediatria a la Universitat de Barcelona.
Doctora en Medicina per la Universitat Autònoma de Barcelona (UAB), va continuar la seva formació clínica i científica en Errors Congènits del Metabolisme i Malalties Neurometabòliques a l'Hospital Necker a París i a la Universitat de Colúmbia a Nova York. Dins de la neuropediatria es va especialitzar en malalties minoritàries neurometabòliques d'origen genètic que tenen com a denominador comú la disrupció de la bioquímica cerebral.
El seu treball al laboratori se centra en els mecanismes de neurotransmissió i comunicació sinàptica en algunes d'aquestes malalties, com Parkinson infantils i la síndrome de Rett. Ha rebut premis a la millor comunicació científica en diversos congressos nacionals i internacionals.
García-Cazorla és membre de diverses associacions i comitès mèdics i científics i també forma part de comitès d'associacions de pacients com DeNeu (Associació de Malalties dels Neurotransmisors) o la Fundación Mencía. Participa assíduament en els mitjans de comunicació per donar a conèixer algunes de les malalties que investiga i imparteix xerrades divulgatives en nombroses reunions organitzades per associacions de pacients i en escoles. També s'encarrega de la gestió de la pàgina web del grup.
Va ser una de les científiques escollides per l'exposició "Científiques Catalanes 2.0" de l'Associació Catalana de Comunicació Científica (ACCC).

## Carrera investigadora
Àngels García-Cazorla és llicenciada en Medicina i Cirurgia per la Universitat de Barcelona, especialista en Pediatria per la Universitat Autònoma de Barcelona, doctora en Medicina per la Universitat Autònoma de Barcelona (2005) i màster en Neurociència i Biologia del Comportament, Universitat Pablo de Olavide (2009).
De l'any 1998 al 2000, va ser metge intern i “Chef de clinique assistant” al Departament de Malalties Metabòliques, Neurologia i Genètica de l'Hospital Necker a París. La seva experiència internacional passa per una formació postdoctoral en recerca al Departament de Neurologia de la Universitat de Colúmbia de Nova York de l'any 2007 a l'any 2008. També ha participat en diverses xarxes europees sobre Malalties Metabòliques (E-IMD, E-HOD. InNerMed, I-NTD) i és membre del comitè científic de la “Recordati Rare Diseases Foundation”.
És investigadora principal del laboratori de Neurologia, impulsant la línia de recerca: “Mecanismes de disfunció sinàptica en Malalties Neurogenètiques Minoritàries” a la Fundació Sant Joan de Déu i investigadora adscrita a la xarxa CIBER-ER (Xarxa espanyola d'investigació biomèdica en xarxa sobre Malalties Minoritàries) de l'Institut de Salut Carlos III (ISCIII).